# 所泽航空发祥纪念馆

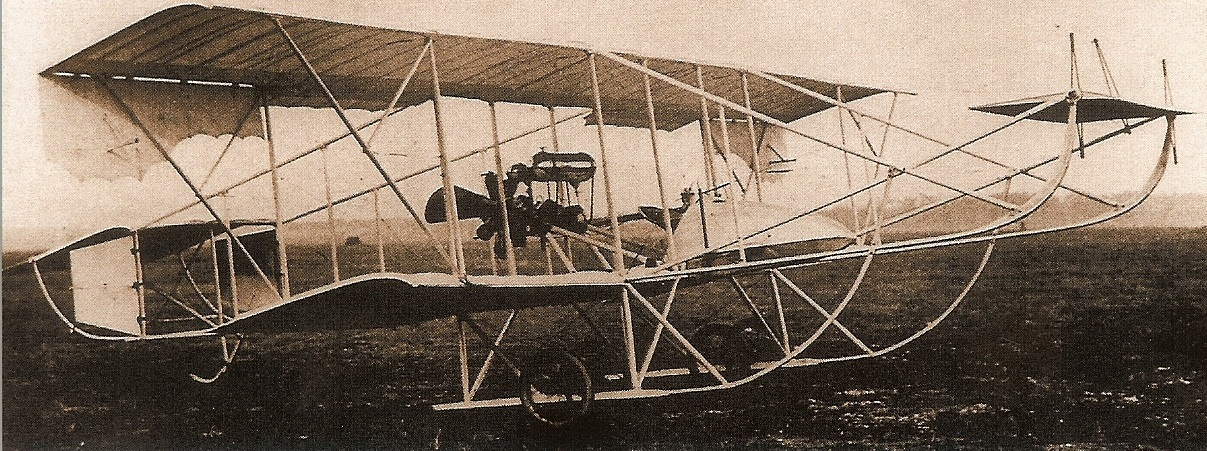
所泽机场上的日本第一台动力飞机，"Henri Farman"

所泽航空发祥纪念馆（日语：／）位于日本埼玉县所泽市，用以纪念該國航空史。它拥有飞机以及其它展示品（很多都可以與參觀者进行互动）和一个IMAX剧院。它坐落于日本的第一个飞机场上，这个飞机场于1911年启用，德川好敏进行了日本第一次飞行，原始的单跑道目前还存在。它已经合并到临近的更大的多功能公园内。

## 展品

### 1楼
- 会式一号机
- 纽波尔（法语：Nieuport (entreprise)）81E1
- 北美人T-6G
- 休斯OH-6J
- 贝尔HU-1B
- 川崎KAL-2
- 毕琪飞机T-34
- 派珀L-21
- 史仃逊L-5E
- 西科斯基S-55
- 伏托尔H-21B
- 富士T-1教练机
- 九一式战斗机

### 仓库（别馆）
- 米尔Mi-8
- 伏托尔V-107
- 北美人F-86軍刀
- 赛斯纳170
- 贝尔47
- 休斯TH-55
- 派珀J-3C-65
- 福克D.VII
- SPAD S.XIII

## 交通
博物馆靠近西武新宿線的航空公园站，距离东京市中心大约30-45分钟的车程。